# Pfreimd
Pfreimd (pronunciación en alemán: /p͡fʁaɪ̯mt/ⓘ) es una ciudad situada en el distrito de Schwandorf, en el estado federado de Baviera (Alemania), con una población a finales de 2016 de unos 5448 habitantes.
Se encuentra ubicada al este del estado, en la región de Alto Palatinado, cerca de la orilla del río Naab —un afluente izquierdo del Danubio— y de la frontera con República Checa.